# Universidad Politécnica de Estambul
La Universidad Politécnica de Estambul (İstanbul Teknik Üniversitesi) es una universidad técnica internacional ubicada en Estambul, Turquía.

## Historia
Considerada como la primera institución de educación superior del mundo específicamente dedicada a la educación de ingeniería, la Universidad Politécnica de Estambul (UPE) tiene una larga y distinguida historia que se inicia en 1773. Fue fundada por el Sultán Mustafa III como la Escuela de Ingenieros Navales (Mühendishane-i Bahr-i Humayun), y estuvo originalmente dedicada al entrenamiento de cartógrafos y constructores de navíos. En 1795 se amplió el alcance de la escuela para entrenar al personal militar técnico para la modernización de la Armada Otomana. En 1845 la función de ingeniería de la escuela fue ampliada al agregar el programa para formación de arquitectos. El alcance y nombre de la escuela fue extendido y cambiado otra vez en 1883 y en 1909 la escuela se convirtió en escuela pública de ingeniería, siendo dirigida a formar ingenieros civiles, que pudieran proveer la infraestructura para el país en rápido crecimiento. Para 1928 la institución había ganado reconocimiento formal como una Universidad de Ingeniería que proveía educación en Ingeniería y Arquitectura. En 1944 el nombre de la institución fue cambiado a Universidad Politécnica de Estambul y en 1946 la institución llegó a ser una universidad autónoma con las facultades de Arquitectura, Ingeniería Civil, Mecánica y Eléctrica.
Con 232 años de historia, un moderno ambiente de enseñanza, y una sólida plantilla docente, la UPE es la personificación de la educación en Ingeniería y Arquitectura en Turquía. Y así como la UPE lideró el movimiento de modernización del Imperio otomano, ha mantenido su posición de liderazgo en los cambios e innovaciones en el ámbito de la construcción, industrialización y tecnología e los días modernos de la República Turca. Ingenieros y arquitectos instruidos en ella jugaron importantes papeles en la construcción de autopistas, puentes, presas, fábricas, edificios, plantas de energía y redes de comunicación de Turquía y en el desarrollo de sus pueblos y ciudades. Esta universidad ofrece a sus estudiantes la oportunidad de recibir una educación completa sin estar limitada a las fronteras nacionales.

## Facultades y departamentos
La estructura de cada "Facultad" en la UPE es comparable a las "universidades" en las instituciones de Estados Unidos, donde cada facultad está compuesta por dos o más "departamentos". Por ejemplo, la Facultad de Ingeniería Eléctrica y Electrónica tiene departamentos de Ingeniería Eléctrica, Ingeniería Informática, Ingeniería de Control, Ingeniería en Electrónica e Ingeniería en Telecomunicaciones.
Las facultades y sus respectivos programas de licenciaturas:
- Facultad de Aeronáutica y Astronáutica

  - Ingeniería Aeronáutica
  - Ingeniería Astronáutica
  - Ingeniería Meteorológica
- Facultad de Ingeniería Civil
  - Ingeniería Civil
  - Ingeniería de Geodesy and Photogrammetry
  - Ingeniería Ambiental
- Facultad de Arquitectura
  - Arquitectura
  - Planeamiento urbanístico y regional
  - Diseño de Producto Industrial
  - Arquitectura Interior
  - Arquitectura de Paisajes (planificación y diseño de jardines)
- Facultad de Ingeniería Mecánica
  - Ingeniería Mecánica
  - Ingeniería de Manufactura
- Facultad de Ingeniería Eléctrica y Electrónica
  - Ingeniería en Computación
  - Ingeniería Eléctrica
  - Ingeniería de Control
  - Ingeniería en Electrónica
  - Ingeniería en Telecomunicaciones
- Faculty of Mines
  - Ingeniería de Minas
  - Ingeniería Geológica
  - Ingeniería en Petróleo y Gas Natural
  - Ingeniería Geofísica
- Facultad de Ingeniería Química y Metalúrgica
  - Ingeniería Química
  - Ingeniería Metalúrgica y de Materiales
  - Bromatología
- Facultad de Ingeniería Naval Arquitectura y del Océano
  - Arquitectura Naval
  - Ingeniería Oceanográfica
- Facultad de Ciencias y Letras
  - Ingeniería en Matemática
  - Ingeniería en Física
  - Química
  - Biología Molecular y Genética
  - Ciencias de Ingeniería
  - Humanidades y Ciencias Sociales
- Facultad de Administración
  - Ciencia de la Administración e Ingeniería
  - Ingeniería Industrial
- Facultad Marítima
  - Ingeniería Marina
  - Deck
- Faculty of Textile Technologies and Design
  - Ingeniería de Textil
  - Fashion Design
  - Desarrollo y Administración del Textil
- Dual Diplom Programs between ITU and State University of New York at New Paltz (SUNY)
  - Economía
  - Administración de Negocios
  - Ingeniería en Sistemas de Información
  - Marítima
  - Ingeniería Ambiental
  - Ingeniería Civil
  - Ingeniería Marina
  - Fashion Design
  - Textile Development and Management

Hay varios institutos en la UPE:
- Instituto de Energía (Former Institute of Nuclear Energy)
- Instituto de Ciencias y Tecnología (serving as the Graduate College)
- Instituto de Ciencias Sociales Archivado el 24 de abril de 2006 en Wayback Machine. (serving as the Graduate College)
- Instituto de Informática
- Eurasia Earth Sciences Institutes

Finalmente, la UPE tiene los siguientes departamentos / institutos educativos que no están vinculadas con ninguna de las otras facultades, funcionando como departamentos independientes:
- Escuelas de Lenguas Extranjeras
- Escuela de Bellas Artes
- Escuela de Educación Atlética
- Conservatorio Estatal de Música Turca Clásica
- Instituto de Investigación de Ciencias Musicales Avanzadas

## Información
La UPE es una universidad pública (estatal). Tiene cinco campus, que están ubicados en las zonas más importantes de Estambul. De los cinco campus de la UPE, el campus central de Ayazağa es un campus suburbano, que tiene un área total de 2.64 km². La mayor parte de las facultades, zonas de residencia de los estudiantes y la biblioteca central de la UPE está situada dicho campus.
Otro campus suburbano de la UPE es el Campus de Tuzla. Es utilizado por los estudiantes de la Facultad Marítima y miembros de la facultad. El campus está localizado en el distrito de Tuzla, una de las áreas astilleras más importantes de Estambul.
Otro de los tres campus urbanos de la UPE es el Campus de Taşkışla. Fue un cuartel militar en la era Otomana. Taşkışla es uno de los edificios históricos más notables de Estambul.
Gümuşsuyu (Facultad de Ingeniería Mecánica) y Maçka (Facultad de Administración) son campus que están cerca de Plaza Taksim, y también son importantes edificios históricos de Estambul.
La UPE es la universidad que tiene más carreras de ingeniería (21 en el 2005) acreditadas por ABET (Agencia de Estados Unidos reconocida para acreditar carreras de ciencias, tecnologías e ingenierías) que ninguna otra institución en Turquía.
Las clases son en turco e inglés (70% Turco-30% Inglés).
La biblioteca de la UPE tiene aproximadamente 330,000 libros y 500,000 volúmenes de libros periódicos. La biblioteca de la UPE tiene acceso a otras bibliotecas internacionales y bases de datos en-línea.
El reactor nuclear TRIGA Mark-2 de la UPE es el único reactor nuclear de Turquía. Está localizado en el Instituto de Energía.
ARI Teknokent (Technopolis), que está ubicada en el Campus Ayazağa, provee a las compañías investigación, desarrollo de tecnología y producción en la universidad junto a investigadores y académicos.

## Miembros y graduados notables
Profesores:
- Cahit Arf
- Mustafa İnan
- Samim John Ganst
- Ratip Berker
- Nihat Berker
- A.M. Celal Şengör
- Aykut Barka

Graduados:
- Süleyman Demirel
- Turgut Özal
- Necmettin Erbakan

## Deportes en la UPE
El tener campus suburbanos como Ayazağa, le da la ventaja de construir varias áreas deportivas. El Gimnasio Ayazağa es el centro de los deportes en la UPE. En él se encuentra un estadio con 3500 asientos para encuentros de baloncesto y voleibol. También cuenta con centro de acondicionamiento físico.
Las actividades deportivas más importantes de la UPE son los partidos de baloncesto. Su equipo de baloncesto, que ganó cinco veces el Campeonato de Turquía de Baloncesto, aún juega en la Liga Turca de Baloncesto. El Gimnasio de Ayazağa es la sede del Equipo de Baloncesto de la UPE.
A pesar de sus éxitos en el baloncesto, el equipo de fútbol de la UPE juega en la liga amateur. La cancha de fútbol está ubicada en Ayazağa.
Además, en el Campus Ayazağa, hay canchas de tenis y una pileta de natación techada. Una pileta de natación al aire libre atiende a las facultades de la  ITU.
Otras actividades deportivas/clubes en la UPE son: bádminton, esgrima, buceo, deportes de invierno, danza y gimnasia, tenis, paintball, aikido, atletismo, montañismo, bridge, esquí, paracaidismo, fútbol americano, korfbal, balonmano, iaido, capoiera, lucha, tiro con arco .